# Liste der Bodendenkmale in Negernbötel
In der Liste der Bodendenkmale in Negernbötel sind die Bodendenkmale der Gemeinde Negernbötel nach dem Stand der Bodendenkmalliste des Archäologischen Landesamts Schleswig-Holstein von 2016 aufgelistet.
| Denkmal-ID           | Befundart          | Bezeichnung         | Zeitstellung | Lage | Bemerkungen | Bild |
| -------------------- | ------------------ | ------------------- | ------------ | ---- | ----------- | ---- |
| aKD-ALSH-Nr. 004 477 | Grabmal > Langbett | Langbett/Steinreihe | Neolithikum  |      |             |      |
| aKD-ALSH-Nr. 004 478 | Grabmal > Langbett | Langbett/Steinreihe | Neolithikum  |      |             |      |
| aKD-ALSH-Nr. 004 479 | Grabmal > Langbett | Langbett/Steinreihe | Neolithikum  |      |             |      |
| aKD-ALSH-Nr. 004 480 | Grabmal > Langbett | Langbett/Steinreihe | Neolithikum  |      |             |      |
| aKD-ALSH-Nr. 004 481 | Grabmal > Langbett | Langbett/Steinreihe | Neolithikum  |      |             |      |